# Dean Leacock
Dean Leacock (Thornton Heath, 10 giugno 1984) è un ex calciatore inglese, di ruolo difensore.